# Hala Widowiskowo-Sportowa Suche Stawy
Hala Widowiskowo-Sportowa Suche Stawy – hala widowiskowo-sportowa w Krakowie (w Nowej Hucie), w Polsce. Obiekt został oddany do użytku w 1970 roku, w II dekadzie XXI wieku przeszedł szereg prac modernizacyjnych. Pojemność areny wynosi 1000 widzów. Hala jest używana m.in. do uprawiania siatkówki, koszykówki, piłki ręcznej, futsalu, badmintona, tenisa stołowego i sportów walki; służy sportowcom wielosekcyjnego klubu Hutnik Kraków, grają na niej także siakarki zespołu Trefl Proxima Kraków. W sąsiedztwie hali znajduje się m.in. stadion Hutnika Kraków.
W przeszłości grający na tym obiekcie piłkarze ręczni, siatkarze i koszykarze Hutnika Kraków występowali w rozgrywkach najwyższego poziomu ligowego (piłkarze ręczni oraz siatkarze zdobywali także tytuły mistrzów kraju).